# Agence d'évaluation d'impact du Canada
L’Agence d'évaluation d'impact du Canada (l'Agence) (en anglais : Impact Assessment Agency of Canada) est un organisme qui relève du ministre fédéral de l’Environnement au sein du gouvernement du Canada.
L’Agence est un chef de file et un centre d’expertise en ce qui concerne l’évaluation environnementale fédérale dans le cadre de la Loi sur l’évaluation d’impact (LEI 2019). 
Elle est responsable de l’administration générale du processus fédéral d’évaluation environnementale, à l’exception des projets réglementés par la Commission canadienne de sûreté nucléaire ou la Régie de l’énergie du Canada.
Les principales responsabilités de l’Agence dans le cadre de la mise en œuvre du processus d’évaluation environnementale consistent à encourager la participation du public, à favoriser la réalisation d’évaluations environnementales de grande qualité grâce à de la formation et à des conseils, à fournir un appui administratif et consultatif aux commissions d’examen, à préconiser le recours à l’évaluation environnementale stratégique en tant qu’outil privilégié pour favoriser la prise de décisions viables et à agir à titre de coordinateur des consultations de la Couronne pour intégrer, dans la mesure du possible, les activités de consultation menées par le gouvernement du Canada auprès des Autochtones aux processus d’évaluation environnementale dont elle assure la gestion.

## Historique
L’Agence a été créée en 1994, juste avant l’adoption en 1995 de la Loi canadienne sur l’évaluation environnementale (la Loi) par le Parlement du Canada.[1] La Loi constitue le fondement juridique du processus fédéral d’évaluation environnementale au Canada. Le 26 avril 2012, le gouvernement a présenté le projet de loi C-38, la Loi sur l’emploi, la croissance et la prospérité durables, dont une disposition visait à abroger la Loi canadienne sur l’évaluation environnementale pour la remplacer par la Loi canadienne sur l’évaluation environnementale (2012). Le projet de loi C-38 a reçu la sanction royale le 29 juin 2012, ce qui a permis l’entrée en vigueur de la nouvelle loi le 6 juillet 2012.
En 2019, l'Agence a changé son nom vers l'Agence d'évaluation d'impact du Canada avec les changements de la Loi sur l’évaluation d’impact .

## Mandat de l’Agence
Le rôle de l’Agence consiste à fournir aux Canadiens des évaluations environnementales fédérales de grande qualité qui contribuent à la prise de décisions éclairées en faveur du développement durable. L’Agence dirige le processus fédéral d’examen pour la plupart des grands projets et coordonne les activités de consultation menées par le gouvernement du Canada auprès des Autochtones durant le processus d’évaluation environnementale. [2]
Le rôle de l’Agence canadienne d’évaluation environnementale consiste à fournir aux Canadiens des évaluations environnementales de grande qualité qui contribuent à une prise de décisions éclairées en faveur du développement durable.

## Organisation
M Terry Hubbard a été nommée président de l’Agence le 28 novembre 2021 .
L’Agence canadienne d’évaluation environnementale compte plus de 460 employés à plein temps à son administration centrale et dans ses bureaux régionaux . L’administration centrale de l’Agence est située à Ottawa, en Ontario. L’Agence possède également six bureaux régionaux au pays : le bureau de l’Atlantique (à Halifax), le bureau du Québec (à Québec), le bureau de l’Ontario (à Toronto), le bureau des Prairies (à Winnipeg), le bureau de l’Alberta et des Territoires du Nord-Ouest (à Edmonton) et le bureau du Pacifique et du Yukon (à Vancouver).

## Lois et règlements
- Loi sur l’évaluation d’impact (2019)
- Loi canadienne sur l’évaluation environnementale (2012)
- Règlement désignant les activités concrètes
- Règlement sur les renseignements à inclure dans la description d’un projet désigné
- Règlement sur le recouvrement des frais